# Stefano Pesce
Stefano Pesce (n. 19 octombrie 1967, Bologna) este un actor italian.

## Cariera

### Teatru
- Sogno una notte mezza estate (1995)
- Amore e miseria del Terzo Reich (1996)
- La rosa tatuata (1998)
- Questa sera si recita a soggetto (1999)
- Macbeth (2000)
- Caligola e la luna (2010) - dramă muzicală aln-negru

### Filme
- Facciamo Paradiso, regia Mario Monicelli (1995)
- Amore a prima vista, regia Vincenzo Salemme (1999)
- Almost Blue, regia Alex Infascelli (2000)
- Da zero a dieci, regia Luciano Ligabue (2002)
- Ma che colpa abbiamo noi, regia Carlo Verdone (2003)
- La porta delle 7 stelle, regia Pasquale Pozzessere (2005)

### Televiziune
- Don Fumino, regia Giovanni Fabbri e Romolo Siena (1993)
- La squadra, serial TV (2000)
- Incantesimo 4, regia Alessandro Cane e Leandro Castellani - Serie TV (2001)
- La casa dell'angelo, regia Giuliana Gamba - Film TV (2002)
- Sospetti 2, regia Gianni Lepre - Miniserial TV (2003)
- Distretto Polizia 4, regia Monica Vullo - serial TV (2003)
- Cuore contro cuore, regia Riccardo Mosca - Serie TV (2004)
- L'avvocato, regia Massimo Donati e Alessandro Maccagni - serial TV (2004)
- R.I.S. - Delitti imperfetti, regia Alexis Sweet - serial TV (2005)
- R.I.S. 2 - Delitti imperfetti, regia Alexis Sweet și Pier Belloni - serial TV (2006)
- Saturday Night Live from Milano, regia Lorenzo Lorenzini - Durata: 60' (2006)
- R.I.S. 3 - Delitti imperfetti, regia Alexis Sweet și Pier Belloni - serial TV (2007)
- Tutti i rumori del mondo, regia Tiziana Aristarco - Film TV (2007)
- Il commissario De Luca, regia Antonio Frazzi - 4 Filme TV  (2008)
- Amiche mie, regia Paolo Genovese și Luca Miniero - Miniserie TV (2008)
- Distretto Polizia 9, regia Alberto Ferrari și Matteo Mandelli - serial TV (2009)
- Il tredicesimo apostolo - Il prescelto, regia Alexis Sweet - Miniserie TV (2012)

### Filme scurte
- Il sogno (1994)
- Ciò che rimane (1995)
- Vicinato (1995)
- 5 aprile (1996)
- Rome time elevator (2000)
- Paolo Nulla (2001)